# Jean-Bernard Hebey
Jean-Bernard Hebey, né le 2 janvier 1945 à Nice, est un collectionneur d'art, animateur de radio et de télévision français. Il est le fils de l’acteur Jean Hebey.

## Carrière
Il entre en 1965 à Europe 1 et à partir de 1966, y présente en alternance Salut les copains. Il a animé également sur Europe 1 un débat talk show avec Gilbert Cesbron le soir vers 18h , en alternance avec Juliette de Boiriveaux et Renee Massip. En 1968, il est engagé par RTL où il présente à partir de 1971, en début de soirée, les premières émissions consacrées à la musique pop (émission officiellement nommée Poste Restante à partir de 1974),. 
En 1972, il est nommé adjoint à la direction des programmes et reste à RTL jusqu’en 1981. Il monte une société de production audiovisuelle, SUMO. En 1981, il prend brièvement la direction de l’ensemble des radios locales de Radio France. En 1982, il produit la première émission de vidéo-clips à la télévision : 22 V'là l'Rock!. Il prend également la direction de RFM. En 1974, il participe à l'élaboration de l'album concept Je suis vivant, mais j'ai peur écrit par Gilbert Deflez et composé par Jacky Chalard.
Après différentes expériences au Maroc et aux États-Unis dans le domaine audiovisuel, il reprend le micro en 1999 lors de chroniques pour Laurent Ruquier sur France Inter.
En 2002, il publie le livre Esthétique domestique, les Arts Ménagers de 1920 à 1970, paru aux Éditions 5 continents et consacré à une partie de sa collection de design industriel. Il fait une exposition à la Biennale internationale du design de Saint-Étienne du 16 novembre au 24 novembre 2002.
En 2003, on le retrouve de nouveau sur Europe 1 avec Laurent Ruquier dans On va s'gêner.
Il est aussi collectionneur d'objets d'art « design » et de musique. C'est à ce titre qu'il participe en sa qualité de chroniqueur à France Culture. Il n'a d'ailleurs pas de carte de journaliste. Il fait la critique de la sortie des albums le jeudi lors de l'émission sur France 2 de Laurent Ruquier On a tout essayé. En juillet 2007, il organise une exposition sur l'« esthétique domestique » au musée du design de Gand en Belgique. En février 2008, il organise une autre exposition au Musée des années 1930 de Boulogne-Billancourt sur le « design médiatique ».
Il a deux filles, Joséphine et Lucile, qu'il a eues avec Laura Annaert, sa compagne pendant 5 ans.

## Ouvrages
- Le Guide du célibataire ou comment le rester, éditions Le Signe, 1979  (ISBN 978-2863930106)
- Encyclopédie illustrée du rock, collectif, éditions RTL, 1980  (ISBN 978-2864940043)
- Esthétique domestique. Les arts ménagers 1920-1970, éditions Cinq Continents, 2002  (ISBN 978-8874390168)